# Гордана Стојић
Гордана Стојић (1969.,Чибуковац, Краљево) је српска социолошкиња и доценткиња на Департману за социологију Филозофског факултета Универзитета у Нишу. Чланица је председништва Српског социолошког друштва. 

## Образовање и академска каријера
Гордана је дипломирала на Филозофском факултету Универзитета у Нишу, студијски програм социологије 1994. године. Докторирала је 2011. године на истом факултету на тему „Теорија информационог друштва и промене у савременој економији и свету рада".

## Наставни предмети
- Увод у социологију
- Општа социологија
- Економска социологија
- Социологија рада
- Социјална историја рада
- Социологија друштвене промене
- Теорије и истраживања у социологији рада
- Политика тржишта рада и образовна политика

## Уређивачка активност
- Секретар у часопису Годишњак за социологију на Филозофском факултету у Нишу
- Уређивачка улога у зборнику (2012) Традиција, модернизација и национални идентитет[4]

## Истраживачки и публикацијски доприноси
Коаутор литературе у области социологије, укључујући уређивачка издања:
- Традиција, модернизација и национални идентитет у Србији и на Балкану у процесу европских интеграција (зборник радова, 2012), прилагођен уз Љубишу Митровића

- У припреми тома Традиција, модернизација, идентитет – место традиције и модернизације у различитим концепцијама и стратегијама развоја земље у транзицији
- Уџбенички пракси у књигама Савремена социологија друштвеног развоја (уредник Л. Митровић, Гордана Стојић)